# Det gaar fremad igen
Det gaar fremad igen er en dansk dokumentarfilm fra 1949 instrueret af Ove Sevel.

## Handling
Filmen giver i en journalistisk form en skildring af Danmarks forsyningssituation. Den viser, hvordan produktionen er ved at arbejde sig op på førkrigstidens niveau. En købmand og et par af hans kunder beklager sig over, at pengene ikke synes at slå til, og handelsminister Jens Otto Krag svarer, at det er fordi, de er ved at være noget værd igen. Ved at holde produktionen oppe, har man chancen for også at undgå arbejdsløshed.